# ミーティング・ヴィーナス
『ミーティング・ヴィーナス』（Meeting Venus）は、日本・アメリカ・イギリスの合作による1991年公開の映画。

## あらすじ
ハンガリー人指揮者ゾルタン・サントは、オペラ座で上演される「タンホイザー」の指揮をする機会を得て、パリを訪れた。だが、出演者同士の仲が悪いだけでなくサントの指揮を受け入れなかったり、ダンサーの組合がストライキを起こしたりと、サントの目の前には問題が山積みだった。ある時、彼はパーティーの席で怒りを爆発させ、音楽に対する真摯な想いを皆の前で伝えた。スウェーデンの有名なオペラ歌手カーリン・アンダーソンは最初、サントに対してぞんざいな態度を見せていたが、この一件で彼に惹かれていき、そして楽団の心も一体となっていった。

## キャスト
- カーリン・アンダーソン:グレン・クローズ
- ゾルタン・サント:ニエル・アレストリュプ
- モスク・アルカレイ
- マーシャ・メリル
- マリア・デ・メディロス
- ジェイ・O・サンダース
- エルランド・ヨセフソン

## 音楽
「タンホイザー」上演シーンにおいて、歌唱・演奏担当者は以下のように振り分けられたものが用いられた。また、デヴィッド・ベッドフォードが映画のためにアレンジした個所もある。
- エリザベス:キリ・テ・カナワ
- タンホイザー：ルネ・コロ
- ヴェーヌス:ヴァルトラウト・マイアー
- ヴォルフラム・フォン・エッシェンバッハ：ホーカン・ハーゲゴード
- 演奏：フィルハーモニア管弦楽団
- 指揮：マレク・ヤノフスキ

## 評価
ライターの中山梨花は、パソコン専門誌「MSXマガジン」1992年5月号に寄せたレビュー記事の中で、芸術を完成させることの大変さを実感させられたと評している。